# Hieronim Janusz Sanguszko
Hieronim Janusz Sanguszko herbu Pogoń litewska (ur. 4 marca 1743 w Kolbuszowej, zm. 4 września1812 w Sławucie) – wojewoda wołyński od 1775 roku, miecznik litewski w 1775 roku, generał porucznik wojsk litewskich w 1775 roku, generał major wojsk koronnych w 1762 roku, starosta czerkaski, rotmistrz chorągwi pancernej w wojsku koronnym. Pochowany został w kościele w Białogródce.
Syn Pawła Karola, marszałka wielkiego litewskiego i Barbary Urszuli Dunin. Brat Józefa Paulina, Janusza Modesta i Janusza Aleksandra.

## Potomstwo
Miał syna Eustachego Erazma, który był również generałem.
Od 1775 roku pełnił obowiązki miecznika wielkiego litewskiego oraz wojewody wołyńskiego.
Jego córka, Tekla, wydana za Włodzimierza Potockiego otrzymała posag składający się z wsi: Babina, Jabłonowicy, Skibina, Strzyżakowa, Świniarni, Dąbrowiniec, Dankówki, Parijówki i Wasylówki, z klucza ilinieckiego wydzielony.

## Urzędy
Poseł województwa kijowskiego na sejm konwokacyjny 1764 roku. W 1764 roku podpisał akt elekcji Stanisława Augusta Poniatowskiego z województwa wołyńskiego.
Poseł na Sejm Czaplica 1766 roku z województwa kijowskiego.
Konsyliarz konfederacji Andrzeja Mokronowskiego w 1776 roku. Był członkiem konfederacji Sejmu Czteroletniego. Na sejmach 1780, 1782, 1784, 1786 roku wybierany sędzią sejmowym. Był członkiem Rady Nieustającej i przeciwnikiem Konstytucji 3 maja. Figurował na liście posłów i senatorów posła rosyjskiego Jakowa Bułhakowa w 1792 roku, która zawierała zestawienie osób, na które Rosjanie mogą liczyć przy rekonfederacji i obaleniu dzieła 3 maja. Był konsyliarzem konfederacji generalnej koronnej w konfederacji targowickiej.
Był członkiem komisji pełnomocnej lwowskiej, powołanej w 1790 roku dla układów z Leopoldem II Habsburgiem.
Został odznaczony Orderem Orła Białego. W 1777 został kawalerem Orderu Świętego Stanisława. Od 1793 był generałem wojsk rosyjskich. W 1768 odznaczony bawarskim Orderem Świętego Huberta.